# Ничолета
Ничолета (итал. Niccioleta) је насеље у Италији у округу Гросето, региону Тоскана.
Према процени из 2011. у насељу је живело 248 становника. Насеље се налази на надморској висини од 448 м.